# Depok (Pakenjeng)
Depok is een bestuurslaag in het regentschap Garut van de provincie West-Java, Indonesië. Depok telt 6321 inwoners (volkstelling 2010).